# Os Oito Odiados
Os Oito Odiados (no original em inglês: The Hateful Eight) é um filme estadunidense de 2015 dos gêneros ação, western e mistério, escrito e dirigido por Quentin Tarantino. É estrelado por Samuel L. Jackson, Kurt Russell, Jennifer Jason Leigh, Walton Goggins, Demián Bichir, Tim Roth, Michael Madsen e Bruce Dern, como oito estranhos duvidosos que buscam refúgio de uma nevasca em uma parada durante uma longa viagem de diligência algum tempo depois da Guerra Civil Americana.
Tarantino anunciou o filme em novembro de 2013. Ele o concebeu como um romance e uma sequência de seu filme de 2012, Django Unchained, antes de decidir torná-lo um filme independente. Depois que o roteiro vazou em janeiro de 2014, Tarantino decidiu abandonar a produção e publicá-lo como um romance. Em abril de 2014, Tarantino dirigiu uma leitura ao vivo do roteiro no United Artists Theatre em Los Angeles, antes de reconsiderar um novo rascunho e retomar o projeto. As filmagens começaram em janeiro de 2015 perto de Telluride, no Colorado. O compositor italiano Ennio Morricone compôs a trilha sonora do filme, marcando seu primeiro trabalho num filme de faroeste em trinta e quatro anos (e o último antes de sua morte em 2020), sendo também a sua primeira trilha para uma produção de Hollywood de alto nível desde Mission to Mars (2000), e a primeira e única trilha sonora original para um filme de Tarantino.
Distribuído pela The Weinstein Company nos Estados Unidos, Os Oito Odiados teve um lançamento limitado em 70 mm em 25 de dezembro de 2015, antes de receber um lançamento amplo em 30 de dezembro. Foi elogiado por sua direção, roteiro, trilha sonora, fotografia e performances, embora a representação das relações raciais e o tratamento violento do personagem de Leigh dividissem opiniões; o filme arrecadou mais de US$ 156 milhões em todo o mundo. Por seu trabalho na trilha sonora, Morricone ganhou seu único Óscar de Melhor Trilha Sonora Original após cinco indicações anteriores. O filme também recebeu indicações ao Óscar de Melhor Atriz Coadjuvante (Leigh) e Melhor Fotografia.
Em 25 de abril de 2019, o filme foi lançado como uma minissérie reeditada de quatro episódios pela Netflix com o subtítulo Extended Version. Os Oito Odiados é a colaboração final de Tarantino com a The Weinstein Company, que anos mais tarde encerrou suas atividades após acusações de abuso sexual contra Harvey Weinstein em outubro de 2017.

## Enredo
Durante uma nevasca, o caçador de recompensa John Ruth está transportando uma prisioneira, a famosa Daisy Domergue, que ele espera trocar por grande quantia de dinheiro. No caminho, os viajantes aceitam dar carona ao caçador de recompensas Marquis Warren e o xerife Chris Mannix, que está prestes a ser empossado em sua cidade. Como as condições climáticas pioram, eles buscam abrigo no Armazém da Minnie, onde quatro outros desconhecidos estão abrigados. Aos poucos, os oito viajantes no local começam a descobrir os segredos sangrentos uns dos outros, levando a um inevitável confronto entre eles. O filme assemelha-se a uma peça de teatro em seis atos.
Capítulo 1 – Última Diligência para Red Rock
Alguns anos após o fim da Guerra de Secessão, durante o inverno, o caçador de recompensas Major Marquis Warren, transportando os cadáveres de três foras-da-lei até à cidade de Red Rock, pede carona a uma diligência dirigida por um homem chamado O.B. Dentro dela está John Ruth, caçador de recompensas, algemado à Daisy Domergue, que ele leva para Red Rock. Ruth mantém seus prisioneiros vivos para vê-los serem enforcados.
Warren mostra a John Ruth uma carta que Abraham Lincoln escreveu para ele. Quando Daisy cospe na carta, Warren fica furioso e dá-lhe um soco, enquanto todos caem da diligência.
Capítulo 2 – Filho da Mãe
A diligência é abordada por Chris Mannix, ex-confederado da causa-perdida, que diz estar indo à Red Rock para assumir como o novo xerife. Ele convence Ruth e Warren a darem-lhe carona, uma vez que será ele quem os pagará as recompensas. Warren e Ruth combinam de protegerem um ao outro. Warren quase atira em Mannix numa discussão sobre suas façanhas de guerra.
Capítulo 3 – A Venda da Minnie
Ao perceber a iminente chegada de uma nevasca, o grupo chega ao Armarinho de Minnie, uma pousada para diligências. Bob, um mexicano, diz que Minnie está viajando em visita à mãe e o deixou tomando conta do local. Lá, estão hospedados Oswaldo Mobray, o carrasco de Red Rock, Joe Gage, um caubói tímido que está indo passar o Natal com a mãe, e Sanford Smithers, um ex-general confederado. Ruth, suspeitando de todos, recolhe todas as armas, exceto as de Warren.
Durante o jantar, Mannix pede a Warren para ver sua carta de Lincoln. Warren não deixa, e Mannix explica porque a carta é, certamente, falsa. Warren admite que ela é falsa, deixando Ruth bravo. Warren, um negro, se justifica dizendo que a carta o ajuda a sobreviver na América, lembrando a Ruth que foi por ela que ele conseguiu carona na diligência.
Warren, em vingança a Smithers por ter executado soldados negros na Batalha de Baton Rouge, deixa uma arma do seu lado e começa a provocá-lo, dizendo que ele matou seu filho após fazê-lo andar nu pela neve durante horas e obrigado-o a praticar felação nele. Smithers, enraivecido, pega a arma para atirar, mas Warren é mais rápido no gatilho e o mata antes, resguardado pelo direito à legítima defesa.
Capítulo 4 – Domergue tem um Segredo
Enquanto todos estão distraídos pela morte de Smithers, Daisy vê alguém colocando veneno no café. Ruth e O.B. o bebem e começam a vomitar sangue. Ruth ataca Daisy, mas ela toma a arma dele e o mata. Warren, após desarmar Daisy, aponta a arma para os demais e os mantém com as mãos na parede, exceto Mannix, que ele traz para seu lado visto que ele quase morreu ao beber o café, sendo portanto inocente.
Warren deduz que Bob, embora não tenha envenenado o café por estar tocando piano, é um impostor, já que Minnie odeia mexicanos, e o mata. Quando ele ameaça matar Daisy, Joe Gage admite que envenenou o café. Warren leva um tiro nos testículos por um homem escondido embaixo do alçapão, e Mobray saca uma arma e atira em Mannix, que atira de volta.
Capítulo 5 – Os Quatro Passageiros
Na manhã daquele mesmo dia, Bob, Mobray, Gage e um quarto homem, Jody, chegam ao armarinho de Minnie e matam a todos exceto Smithers. São revelados os verdadeiros nomes deles, todos membros de uma gangue. Jody conta a Smithers que eles planejam emboscar Ruth e libertar sua irmã, Daisy, e diz que se Smithers ficar quieto, tornará a cena mais crível. Os quatro livram-se dos corpos, escondem as manchas de sangue e escondem armas pela casa. Quando a diligência de Ruth chega, Jody se esconde no alçapão.
Capítulo 6 – Homem Negro, Inferno Branco
Mannix e Warren, ambos seriamente feridos, mantém Daisy, Gage e Mobray sob a mira de armas. Eles obrigam Jody a subir ao ameaçar Daisy, e Warren o mata imediatamente. Daisy diz que 15 homens do bando estão esperando em Red Rock para matar Mannix e saquear a cidade; ela tenta jogar Mannix contra Warren prometendo-lhe proteção.
Warren atira no pé de Daisy e na perna de Mobray, que morre. Gage pega um revólver que estava escondido embaixo da mesa mas é morto por Mannix e Warren, que tenta atirar em Daisy mas fica sem munição. Mannix, rejeita a oferta de Daisy, lembrando que ele quase bebeu café envenenado e ela não o alertou; Mannix passa mal e desmaia logo em seguida. Daisy serra o braço de John Ruth, ao qual está algemada, e pega a arma de Mannix, mas este recobra a consciência e atira nela.
Ao invés de deixar Daisy morrer por hemorragia ou de atirar nela, Warren sugere enforcá-la em honra a Ruth. Mannix declara que este é seu primeiro e único ato como xerife de Red Rock. Em seguida, enquanto esperam a morte, feridos devido a grande perda de sangue causada pelos seus ferimentos, Mannix pede para ler a carta falsa de Lincoln e a elogia pela bela escrita.

## Elenco
- Samuel L. Jackson como Major Marquis Warren
- Kurt Russell como John Ruth
- Jennifer Jason Leigh como Daisy Domergue
- Walton Goggins como Xerife Chris Mannix
- Demián Bichir como Senhor Bob / Marco "Mexicano"
- Tim Roth como Oswaldo Mobray / Pete Inglês
- Michael Madsen como Joe Gage / Crouch Douglas
- Bruce Dern como General Sanford Smithers
- James Parks como O.B. Jackson
- Dana Gourrier como Minnie Mink
- Zoë Bell como Judy "Seis Cavalos"
- Gene Jones como "Sweet" Dave
- Keith Jefferson como Charly
- Lee Horsley como Ed
- Channing Tatum como Jody Domergue
- Craig Stark como Chester Charles Smithers
- Belinda Owino como Gemma

## Produção
Em novembro de 2013, o diretor e roteirista Quentin Tarantino disse que estava trabalhando em outro faroeste. Ele inicialmente tentou fazer a história como um romance, sendo uma sequência de seu filme Django Unchained (2012), intitulada "Django in White Hell", mas percebeu que o personagem Django não se encaixava na história. Em 11 de janeiro de 2014, o título foi anunciado como The Hateful Eight.
O filme foi inspirado nas séries de TV de faroeste dos anos 1960 Bonanza, The Virginian e The High Chaparral. Tarantino disse:
Duas vezes por temporada, esses programas teriam um episódio em que um bando de bandidos faria os personagens principais como reféns. Eles iriam ao "Ponderosa" e manteriam todos como reféns, ou iriam até a casa do juiz Garth – Lee J. Cobb o interpretou – em The Virginian e fariam reféns. De vez em quando havia uma estrela convidada como David Carradine, Darren McGavin, Claude Akins, Robert Culp, Charles Bronson ou James Coburn. Não gosto dessa história em um contexto moderno, mas adoro isso em um faroeste, onde você passaria no meio da série para descobrir se eles eram bons ou maus, e todos tinham um passado que era revelado. Eu pensei: "E se eu fizesse um filme estrelado apenas por esses personagens? Sem heróis, sem 'Michael Landons'. Apenas um bando de caras nefastos em uma sala, todos contando histórias que podem ou não ser verdadeiras. Prender esses caras juntos em uma sala com uma nevasca lá fora, dê-lhes armas e ver o que acontece?".

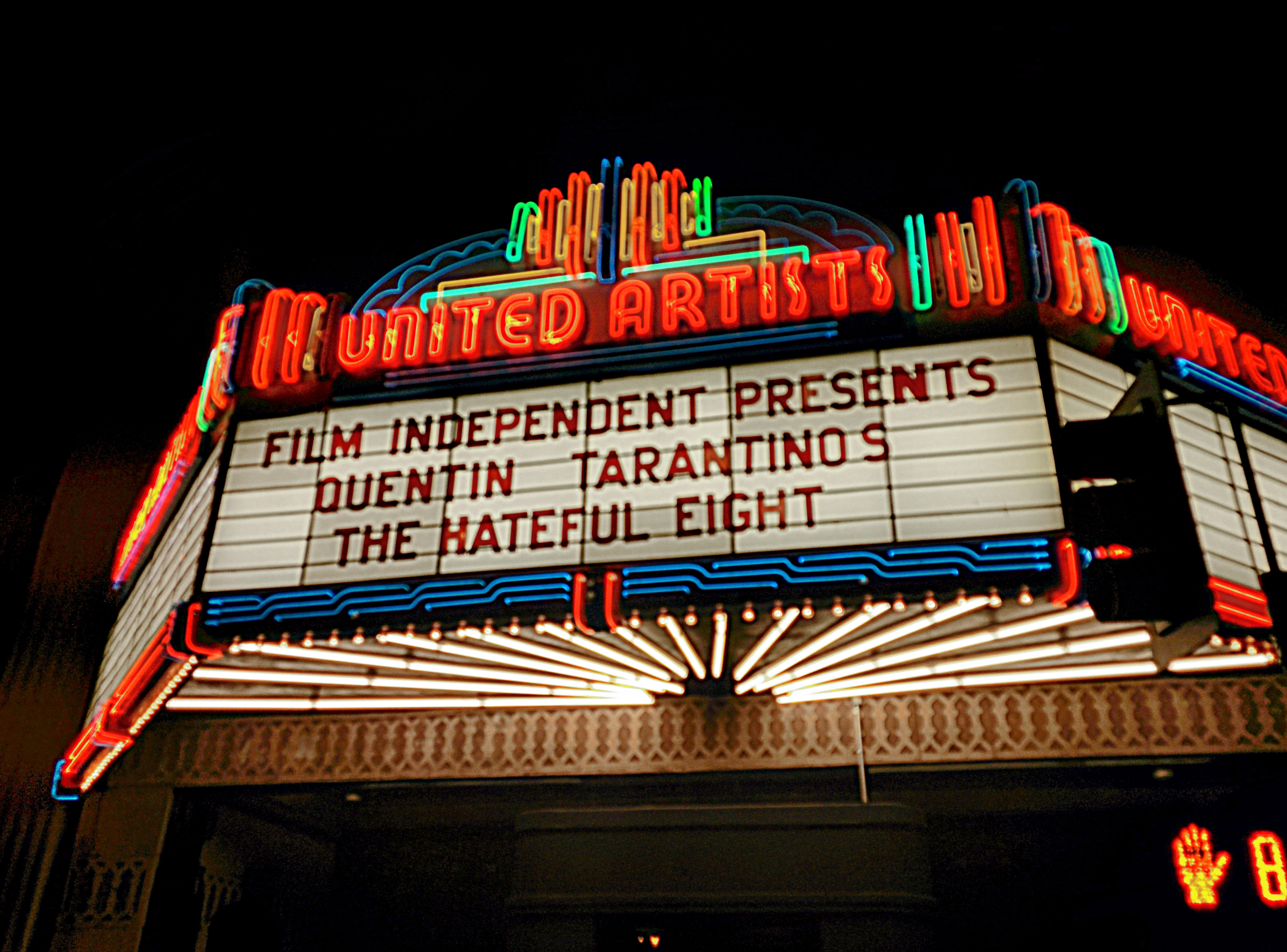
Leitura ao vivo de Os Oito Odiados no Ace Hotel Los Angeles, como parte da série Live Read do LACMA, em 19 de abril de 2014.

A produção foi planejada para o final de 2014, no inverno, mas depois que o roteiro vazou online em janeiro de 2014, Tarantino considerou publicá-lo como um romance. Ele disse que entregou o roteiro a alguns colegas de confiança, incluindo Reginald Hudlin, Michael Madsen, Bruce Dern e Tim Roth. Esta versão do roteiro apresentava um final diferente em que Warren e Mannix tentam matar Gage como vingança, forçando-o a beber o café envenenado, desencadeando um tiroteio em que todos os personagens são mortos. Tarantino descreveu sua visão para a personagem Daisy Domergue como uma "Susan Atkins do Velho Oeste". Madsen baseou Joe Gage na atuação de Peter Breck em The Big Valley.
Em 19 de abril de 2014, Tarantino dirigiu uma leitura ao vivo do roteiro vazado no United Artists Theatre no Ace Hotel Los Angeles. O evento foi organizado pelo instituto Film Independent no Los Angeles County Museum of Art (LACMA) como parte da série Live Read e foi apresentado por Elvis Mitchell. Tarantino explicou que eles leriam o primeiro rascunho do roteiro e acrescentou que estava escrevendo dois novos rascunhos com finais diferentes. Os atores que se juntaram a Tarantino incluíam Samuel L. Jackson, Kurt Russell, Dern, Roth, Madsen, Walton Goggins, Zoë Bell, Amber Tamblyn, James Parks, James Remar e Dana Gourrier.

### Elenco
Em 23 de setembro de 2014, foi revelado que Viggo Mortensen estava em discussão com Tarantino para um papel no filme. Tarantino se encontrou com Jennifer Lawrence para interpretar Daisy Domergue, mas ela recusou devido a seus compromissos com os filmes Joy e a série The Hunger Games. Em 9 de outubro de 2014, Jennifer Jason Leigh foi adicionada ao elenco para interpretar Daisy Domergue. Em 5 de novembro de 2014, foi anunciado que Channing Tatum estava de olho em um papel importante no filme. Mais tarde, no mesmo dia, a The Weinstein Company confirmou o elenco em um comunicado à imprensa, que incluiria Jackson, Jennifer Jason Leigh, Russell, Roth, Demián Bichir, Goggins, Madsen e Dern; Tatum também foi confirmado.
Mais tarde, em 23 de janeiro de 2015, a Weinstein anunciou um elenco de membros coadjuvantes, incluindo James Parks, Dana Gourrier, Zoë Bell, Gene Jones, Keith Jefferson, Lee Horsley, Craig Stark e Belinda Owino.
Na leitura pública anterior do primeiro roteiro, o papel de Daisy Domergue foi lido por Amber Tamblyn, e o papel de Bob, que era um francês em vez de mexicano, foi lido por Denis Menochet; na leitura, o papel de Jody foi lido por James Remar. Sobre o elenco, Tarantino disse: "Este é um filme onde [grandes estrelas de cinema] não funcionariam. Precisa ser um conjunto onde ninguém seria mais importante do que ninguém".

### Filmagens
Em 26 de setembro de 2014, o governo do Colorado assinou contrato para financiar a produção do longa com US$ 5 milhões, com o filme completo sendo rodado no sudoeste do estado. Um rancho de 900 acres foi alugado para a produção das filmagens. Houve uma reunião no dia 16 de outubro e a comissão de planejamento do município de Telluride emitiu alvará para a construção de um conjunto provisório. A fotografia principal começou em janeiro de 2015 tendo como locações as imediações da cidade. O orçamento foi relatado entre US$ 44 a 62 milhões.

#### Incidente com violão antigo
Fomos informados que foi um acidente no set... Presumimos que um andaime ou algo assim caiu sobre ele. Entendemos que as coisas acontecem, mas ao mesmo tempo não podemos encarar isso levianamente. Tudo isso sobre o violão sendo quebrado, como escrito no roteiro e que alguém simplesmente não contou ao ator, tudo isso é informação nova para nós. Não sabíamos nada sobre o roteiro ou sobre Kurt Russell não ter sido informado de que era um artefato inestimável e insubstituível do Museu Martin.

Dick Boak, director of Martin Guitar Museum
O violão destruído pelo personagem de Russell, um antigo modelo Martin da década de 1870, era uma valiosa peça emprestada pelo museu Martin Guitar Museum. Segundo o produtor de som Mark Ulano, o violão deveria ter sido trocado por uma réplica para ser destruído na cena, mas isso não foi comunicado a Russell; todos no set ficaram "muito assustados" com a destruição do instrumento e a reação de Leigh foi genuína, embora "Tarantino estivesse em um canto da sala com uma curva engraçada nos lábios, porque ele tirou algo disso para retratar melhor a cena".
O diretor do museu, Dick Boak, disse que o museu não foi informado de que o roteiro incluía uma cena que mostrava o instrumento sendo destruído e determinou que a peça perdida era irreparável. O seguro remunerou o valor de compra do violão. Como resultado do incidente, o museu passou a não mais emprestar adereços para produções cinematográficas.

### Cinematografia
O diretor de fotografia Robert Richardson, que também trabalhou com Tarantino em Kill Bill (2003-04), Inglourious Basterds (2009) e Django Unchained (2012), filmou Os Oito Odiados em 65 mm, usando três modelos de rolos modernos: o Arriflex 765, o Studio 65 e o 65 HS da Panavision. O filme foi convertido para o formato de 70 mm para projeção usando filmes Ultra Panavision 70 e Kodak Vision 3 modelos 5219, 5207, 5213 e 5203. Até o lançamento de Dunkirk, dois anos depois, Os Oito Odiados foi o lançamento mais amplo de um filme rodado em 70 mm desde Far and Away em 1992. O filme usa lentes anamórficas Panavision com proporção de 2,76:1 em um formato widescreen que foi usado em alguns filmes nas décadas de 1950 e 1960. A equipe de produção também evitou qualquer uso de intermediário digital no lançamento limitado dos 70 mm, que foi cronometrado fotoquimicamente pela empresa FotoKem. O amplo lançamento digital e algumas impressões em 35 mm foram tiradas de um intermediário digital, feito por Yvan Lucas no Shed/Santa Monica.

### Pós-produção
Tarantino realizou duas versões do filme, uma para o lançamento limitado e outra para lançamento amplo. A versão "limitada" dura três horas e dois minutos, incluindo seis minutos de filmagem extra, além de abertura e intervalo, e tem tomadas alternativas de algumas cenas. Tarantino criou duas versões porque sentiu que algumas das filmagens que filmou em 70 mm não funcionariam bem em telas menores.

### Música e trilha sonora
Tarantino anunciou na San Diego Comic-Con International de 2015 que Ennio Morricone comporia a trilha sonora de Os Oito Odiados; é o primeiro faroeste com trilha sonora de Morricone em 34 anos desde Occhio alla penna e o primeiro filme de Tarantino a usar uma trilha sonora original. Tarantino já havia usado a música de Morricone em Kill Bill, Death Proof (que é um segmento interno do filme Grindhouse de 2007), Inglourious Basterds e Django Unchained, com Morricone também escrevendo uma canção original, "Ancora Qui", no último. Morricone já havia feito declarações de que "nunca trabalharia" com Tarantino depois de Django Unchained, mas acabou mudando de ideia e concordou em fazer a trilha sonora de Os Oito Odiados. Segundo a revista Variety, Morricone compôs a trilha sonora mesmo sem ter visto o filme.
A trilha sonora foi anunciada em 19 de novembro de 2015, para lançamento em 18 de dezembro pela Decca Records. Morricone compôs cinquenta minutos de música original para Os Oito Odiados. Além da trilha sonora original de Morricone, o álbum inclui as canções "Apple Blossom", da banda The White Stripes, "Now You're All Alone", de David Hess, e "There Won't Be Many Coming Home", de Roy Orbison.
Tarantino confirmou que o filme usaria três faixas não utilizadas da trilha sonora original de Morricone para The Thing (1982) - "Eternity", "Bestiality" e "Despair" - já que Morricone não estava com muito tempo disponível para criar mais trilhas sonoras para o filme. O filme final também usa "Regan's Theme", que Morricone compôs para o filme Exorcist II: The Heretic (1977).
A trilha sonora de Morricone ganhou vários prêmios, incluindo um prêmio especial da Associação de Críticos de Nova Iorque. Também ganhou um Globo de Ouro de Melhor Trilha Sonora Original e o Óscar de Melhor Trilha Sonora, sendo a primeira vitória de Morricone na Academia após várias indicações na categoria.
A canção acústica tocada pela personagem de Leigh, Domergue, em um violão Martin é a tradicional balada folclórica australiana "Jim Jones at Botany Bay", que data do início do século 19 e foi publicada pela primeira vez por Charles McAlister em 1907; a versão do filme inclui falas que não estavam na versão de MacAlister. O trailer do filme usou o cover de "Hold On, I'm Coming" da banda Welshly Arms, embora a faixa não foi usada no filme em si.

## Recepção

### Comercial
Os Oito Odiados arrecadou US$ 54,1 milhões nos Estados Unidos e Canadá e US$ 102,4 milhões em outros países, totalizando US$ 156,5 milhões em todo o mundo.
Estreou nos Estados Unidos com lançamento limitado em 25 de dezembro de 2015 e, no fim de semana, arrecadou US$ 4,9 milhões em 100 cinemas (US$ 46.107 por tela), terminando em 10º nas bilheterias. Teve seu lançamento amplo em 30 de dezembro, arrecadando US$ 3,5 milhões em seu primeiro dia. O filme arrecadou US$ 15,7 milhões em seu fim de semana de estreia, terminando em terceiro lugar nas bilheterias, atrás de Star Wars: O Despertar da Força (US$ 90,2 milhões) e Daddy's Home (US$ 29,2 milhões).

### Crítica e análise
No site agregador de resenhas Rotten Tomatoes, o filme detém um índice de aprovação de 74% com base em 337 resenhas, obtendo uma classificação média de 7,3/10; seu consenso crítico diz: "Os Oito Odiados oferece outra rodada certeira da mistura de ação, humor e violência exagerada de Quentin Tarantino - ao mesmo tempo que demonstra um domínio ainda mais forte em sua arte cinematográfica". O Metacritic atribui ao filme uma pontuação 68/100 com base em 51 críticos, indicando "críticas geralmente favoráveis". O público pesquisado pelo CinemaScore deu ao filme uma nota média "B" em uma escala de "A+" a "F", enquanto o PostTrak relatou que o público deu ao filme uma "recomendação definitiva" de 42%.
James Berardinelli escreveu que Os Oito Odiados "é um thriller de corda bamba, cheio de reviravoltas executadas com maestria, diálogos cativantes e uma narrativa extremamente divertida que galopa em um ritmo que faz três horas evaporarem em um instante", elegendo-o como o melhor filme do ano. O crítico do jornal The Daily Telegraph Robbie Collin escreveu: "Os Oito Odiados é um épico de sala de estar, uma nação inteira em uma única sala, um filme impregnado de sua própria película, mas ao mesmo tempo vital, fascinante e real. Somente Tarantino pode fazer isso, e ele fez isso de novo". O crítico do The Guardian, Peter Bradshaw, deu ao filme cinco de cinco estrelas e escreveu que o filme era "íntimo, mas de alguma forma estranhamente colossal, mais uma vez liberando o próprio tipo de óxido nitroso louco-engraçado-violento [de Tarantino] no auditório do cinema para todos nós inalarmos... "Thriller" é um rótulo genérico que perdeu sua força. Mas Os Oitos Odiados emociona". O crítico do The A.V. Club Ignatiy Vishnevetsky deu ao filme uma nota A- e escreveu que "com um roteiro que poderia facilmente ser uma peça de teatro, Os Oito Odiados é o mais próximo que este artista pastiche provavelmente chegará da tradição clássica".
Em contraste, Owen Gleiberman, da BBC, disse: "Não estou sozinho ao pensar que é o pior filme de Tarantino: um fracasso lento e sem imaginação, cheio de veneno, mas sem muita inteligência". Donald Clarke, escrevendo ao The Irish Times, escreveu: "Que pena que a peça tenha tanta falta de caráter e coerência narrativa. Que pena que tanta coisa seja tão chata". A. O. Scott, resenhando pro The New York Times disse: "Algumas das feiuras do filme... parecem idiotas e mal consideradas, como se a ambição intelectual do Sr. Tarantino e sua disciplina de contar histórias tivessem falhado com ele ao mesmo tempo". Todd McCarthy do The Hollywood Reporter elogiou o design de produção do filme, o diálogo idiossincrático e as performances "de estalar os lábios deliciosas", mas sentiu que o filme era longo demais e que a trilha sonora de Morricone foi usada de forma muito limitada.
Os estudiosos Florian Zitzelsberger e Sarah E. Beyvers observam que o filme segue as unidades de Aristóteles: “O filme de Tarantino adere meticulosamente às unidades clássicas de uma tragédia, que por muito tempo foi vista como uma necessidade para a imersão do público: Os Oito Odiados segue apenas um enredo (unidade de ação), é limitado a um período de 24 horas (unidade de tempo)". A ensaísta Hollis Robbins argumenta que Os Oito Odiados é um drama panorâmico de câmara de faroeste: "O oitavo filme de Tarantino exige ser visto não como um revisionista, mas como um faroeste recém-visado, usando as ferramentas do criador de mitos para oferecer uma visão panorâmica da soberania racial desfeita aleatoriamente com violência".

### Prêmios e indicações
| Prêmio             | Categoria                | Recipiente           | Resultado |
| ------------------ | ------------------------ | -------------------- | --------- |
| BAFTA 2016         | Melhor trilha sonora     | Ennio Morricone      | Venceu    |
| BAFTA 2016         | Melhor atriz coadjuvante | Jennifer Jason Leigh | Indicado  |
| BAFTA 2016         | Melhor roteiro original  | Quentin Tarantino    | Indicado  |
| Globo de Ouro 2016 | Melhor trilha sonora     | Ennio Morricone      | Venceu    |
| Globo de Ouro 2016 | Melhor atriz coadjuvante | Jennifer Jason Leigh | Indicado  |
| Globo de Ouro 2016 | Melhor roteiro           | Quentin Tarantino    | Indicado  |
| Oscar 2016         | Melhor trilha sonora     | Ennio Morricone      | Venceu    |
| Oscar 2016         | Melhor atriz coadjuvante | Jennifer Jason Leigh | Indicado  |
| Oscar 2016         | Melhor fotografia        | Robert Richardson    | Indicado  |